# Moving on Stereo
Moving on stereo — второй сингл французского диджея Pakito из его дебютного альбома Video. Сингл вышел в августе 2006 года после первого успешного сингла Living On Video. Это был один из популярных синглов во Франции, однако он не смог побить рекорды продаж и чартов, хоть и имел большой успех в Польше, Финляндии и Нидерландах, где он попал в 10 лучших хитов.
Музыка и сама песня написана автором Жульеном Рауни.

## Версии
CD single
1. «Moving on Stereo» (original radio edit) — 3:10
2. «Moving on Stereo» (inside radio edit) — 3:12
3. «Moving on Stereo» (original mix) — 6:02
4. «Moving on Stereo» (inside mix) — 5:32
7" maxi
A-side:
1. «Moving on Stereo» (original mix) — 6:02
B-side:
1. «Moving on Stereo» (inside mix) — 5:32
Digital download
1. «Moving on Stereo» (original radio edit) — 3:10
2. «Moving on Stereo» (inside radio edit) — 3:12
3. «Moving on Stereo» (original mix) — 6:02
4. «Moving on Stereo» (inside mix) — 5:27

## Чарты
| Chart (2006)                     | Peak position |
| -------------------------------- | ------------- |
| Belgian (Wallonia) Singles Chart | 15            |
| Dutch Singles Chart              | 9             |
| Finnish Singles Chart            | 3             |
| French SNEP Singles Chart        | 10            |
| Swedish Singles Chart            | 26            |

| End of year chart (2006) | Position |
| ------------------------ | -------- |
| French Singles Chart     | 52       |